# جين أنتوني راي
جين أنتوني راي (بالإنجليزية: Gene Anthony Ray)‏ هو مصمم رقص وممثل أمريكي، ولد في 24 مايو 1962 بنيويورك في الولايات المتحدة، وتوفي بنفس المكان في 14 نوفمبر 2003 بسبب سكتة.

## أعمال

### أفلام
- (1980) الشهرة[4][5]
- (1996) إيدي
- (2002) أوستن باورز في غولدميمبر[6]

## وصلات خارجية
- جين أنتوني راي على موقع IMDb (الإنجليزية)
- جين أنتوني راي على موقع ألو سيني (الفرنسية)
- جين أنتوني راي على موقع ميوزك برينز (الإنجليزية)
- جين أنتوني راي على موقع تيرنر كلاسيك موفيز (الإنجليزية)
- جين أنتوني راي على موقع أول موفي (الإنجليزية)
- جين أنتوني راي على موقع قاعدة بيانات برودواي على الإنترنت (الإنجليزية)
- جين أنتوني راي على موقع قاعدة بيانات الأفلام السويدية (السويدية)
- جين أنتوني راي على موقع إن إن دي بي (الإنجليزية)
- جين أنتوني راي على موقع ديسكوغز (الإنجليزية)
- جين أنتوني راي على موقع قاعدة بيانات الفيلم (الإنجليزية)